# Taurillon à bec jaune
Anairetes flavirostris
Pour les articles homonymes, voir Taurillon (oiseau) et Taurillon (homonymie).
Espèce
Statut de conservation UICN

 LC  : Préoccupation mineure
Le Taurillon à bec jaune (Anairetes flavirostris) est une espèce d'oiseaux de la famille des Tyrannidae.

## Répartition
Cette espèce vit en Argentine, en Bolivie, au Chili et au Pérou.

## Taxinomie
Selon le Congrès ornithologique international et Alan P. Peterson il existe quatre sous-espèces :
- Anairetes flavirostris huancabambae (Chapman, 1924) ;
- Anairetes flavirostris arequipae (Chapman, 1926) ;
- Anairetes flavirostris cuzcoensis (Chapman, 1924) ;
- Anairetes flavirostris flavirostris P.L. Sclater, & Salvin, 1876.